# Río Magdalena (Río Huallaga)
Der Río Magdalena ist ein 100 km langer linker Nebenfluss des Río Huallaga in den Provinzen Marañón, Huacaybamba und Leoncio Prado in der Region Huánuco in Zentral-Peru.

## Flusslauf
Der Río Magdalena entspringt im Osten der peruanischen Zentralkordillere auf einer Höhe von etwa 2940 m. Das Quellgebiet befindet sich im äußersten Westen des Distrikts La Morada in der Provinz Marañón. Der Río Magdalena fließt 60 km in überwiegend östlicher Richtung durch das Bergland und wendet sich danach allmählich in Richtung Nordnordost. Zwischen den Flusskilometern 93 und 75 verläuft er entlang der Grenze zum südlich gelegenen Distrikt Cochabamba (Provinz Huacaybamba). Auf seiner restlichen Fließstrecke bildet der Fluss die Grenze zwischen den Distrikten José Crespo y Castillo (am Südufer, Provinz Leoncio Prado) und La Morada (am Nordufer, Provinz Marañón). Im Unterlauf münden die Flüsse Río Provisora (von links), Río Pucate (von rechts) sowie Río Azul (von links) in den Río Magdalena. Dieser weist im Unterlauf zahlreiche Flussschlingen auf. Der Río Magdalena trifft schließlich auf einer Höhe von etwa 530 m auf den Río Huallaga. Die Mündung hat sich in der jüngeren Vergangenheit aufgrund eines veränderten Flusslaufs des Río Huallaga nach Süden verlagert.

## Einzugsgebiet
Das Einzugsgebiet des Río Magdalena umfasst eine Fläche von etwa 1240 km². Es erstreckt sich über einen Abschnitt der Ostflanke der peruanischen Zentralkordillere. Das Einzugsgebiet grenzt im Südosten an das des Río Cuchara, im Süden an das des Río Monzón und dessen linken Nebenflusses Río Tasco Chico (auch Río Pasamuña) sowie im Norden an das des Río Huamuco (auch Río Yanajanca). Das Gebiet ist sehr gering besiedelt. In einem breiteren Flusstal am Oberlauf sowie in den niedrigeren Lagen im Osten dominieren landwirtschaftliche Nutzflächen. Die höheren Lagen weisen noch Bergregenwald auf.